# Departamento Nogoyá
Nogoyá es un departamento de la provincia de Entre Ríos en la República Argentina. Es el octavo más pequeño de la provincia con una superficie de 4282 km² y el séptimo menos poblado, con 43 195 habitantes según censo de 2022.
Limita al oeste con el departamento Diamante, al norte con los departamentos Paraná y Villaguay, al sur con los departamentos Victoria y Gualeguay y al este con el departamento Tala. El departamento es atravesado por el arroyo Nogoyá.
De acuerdo a la metodología utilizada por el INDEC para los censos de 1991, 2001 y 2010 el departamento Nogoyá comprendió 8 localidades: Aranguren, Betbeder o Villa Matilde, Don Cristóbal (en la jurisdicción de Don Cristóbal 2°), Febre, Hernández, Lucas González, Nogoyá, XX de Septiembre.

## Historia
En 1782 el sacerdote Fernando Andrés Quiroga y Taboada, cura de Gualeguay, decidió la construcción de una capilla para los habitantes de la zona, iniciando oficialmente el poblado de Carmen del Nogoyá.
El 25 de junio de 1813 la Asamblea del Año XIII otorgó a Paraná la categoría de villa, constituyéndose el cabildo el 1 de octubre, quedando Nogoyá dentro de su jurisdicción, pero pocos meses después José Eusebio Hereñú reconoció a José Gervasio Artigas como Protector de los Pueblos Libres desconociendo la dependencia de la Tenencia de Gobierno de Santa Fe y quedando Justo Pastor Hereñú como comandante de Nogoyá desde febrero de 1814. Luego se sucedieron los comandantes militares.
Durante la República de Entre Ríos Nogoyá fue uno de los partidos del departamento del Paraná, creado en 1820 por Francisco Ramírez.
Mediante el Plan de división de los Departamentos de la Provincia de Entre Ríos del 6 de diciembre de 1821, (ley sancionada por el congreso el 17 de febrero de 1822) el gobernador Lucio Norberto Mansilla dividió la provincia en dos departamentos principales subdivididos en departamentos subalternos. Dos de los cuales englobaban al futuro Departamento Nogoyá:

Departamento N° 3. Comprende desde el Paracao, Paraná abajo, hasta la barra del Nogoyá, y desde allí por sus fondos hasta las puntas de dicho Nogoyá, incluso el pago de D. Cristóbal.

Departamento N° 4. Comprende desde la barra del Nogoyá, Paraná abajo, hasta la barra de Gualeguay, y por sus fondos hasta dar con el arroyo de las Raices.

El Departamento N° 3 tenía cabecera en el pueblo de Nogoyá. La administración de justicia estaba a cargo de un alcalde mayor en Nogoyá, del que dependían dos alcaldes mayores de hermandad en La Matanza y la campaña.
El 26 de agosto de 1826 una ley del Congreso Provincial sancionada a propuesta de Justo José de Urquiza, elevó al rango de villa varios pueblos, entre ellos Nogoyá.
Mediante la sanción del Reglamento de Administración de Justicia del 13 de abril de 1849, Urquiza realizó una nueva división administrativa de la provincia, creando el departamento Nogoyá y separando a Victoria de su jurisdicción:

Art. 6°: Departamento de Nogoyá: su territorio comprendiendo el pueblo y suburbios, y los distritos Montoya, Sauce, Chiqueros, Crucesita, D. Cristobal, Algarrobitos.
Reglamento de Administración de Justicia, 13 de abril de 1849.

Tras la desfederalización de Entre Ríos, el 21 de septiembre de 1860 fue sancionada la ley que creó las jefaturas políticas en cada departamento, siendo el jefe político un representante del poder ejecutivo a cuyas órdenes estaban los comisarios policiales y los alcaldes de distrito en sus funciones políticas. El 16 de enero de 1861 a propuesta del jefe político el gobernador Urquiza decretó para el departamento Nogoyá el nombramiento de un juez de paz, 3 alcaldes de los cuarteles 1°, 2° y 3° y 7 alcaldes de los distritos Chañar, Algarrobitos, Don Cristóbal, Crucesita, Chiqueros, Sauce y Montoya.
Una ley del congreso provincial sancionada el 3 de mayo de 1867 fijó el límite entre los departamentos Victoria y Nogoyá:

Art. 1: Desde la fecha de la presente ley, los Departamentos, de Victoria y Nogoyá tendrán por límites la Cuchilla Grande que divide las aguas para los arroyos, Don Cristóbal y el Chañar del Departamento de Nogoyá, y para los arroyos Doll, Chilcas, Quebrachitos y Montoya del Departamento Victoria.

De acuerdo a un decreto de nombramientos del 18 de mayo de 1868 el departamento Nogoyá tenía un juez de paz y 4 alcaldes de cuartel denominados 1°, 2°, 3°, y 4° Sección en la villa de Nogoyá, y alcaldes de los distritos de campaña numerados del 1 al 6.
El 21 de junio de 1979 la intervención militar de la provincia sancionó y promulgó la ley n.º 6378 que rectificó y precisó los límites interdepartamentales. El límite entre los departamentos Diamante y Nogoyá que se apoyaba en la ruta n.º 131 fue rectificado para dejar en el departamento Diamante la totalidad de las localidades de Camps y de General Ramírez. Un sector del departamento Nogoyá en el área de la localidad de Aranguren fue transferido al de Victoria. El límite entre los departamentos Nogoyá y Gualeguay que se apoyaba en los arroyos Ají y Barrancosa fue remplazado por una línea recta. Aunque el decreto-ley n.º 6378 perdió eficacia el 10 de diciembre de 1987 al no ser prorrogada su vigencia, los límites quedaron legalmente retrotraídos a los existentes al 24 de marzo de 1976 (excepto los legislados posteriormente en democracia). Sin embargo, los organismos públicos provinciales y nacionales continuaron utilizando los límites dispuestos por ese decreto-ley sin revertir a los límites previos.

## Gobiernos locales

### Municipios
| Municipio      | Población |
| -------------- | --------- |
| Lucas González | 4466      |
| Nogoyá         | 22 285    |
| Aranguren      | 1581      |
| Hernández      | 1801      |

### Comunas
| Comuna                | Población |
| --------------------- | --------- |
| Don Cristóbal Segundo | 735       |
| Febre                 | 382       |
| XX de Septiembre      | 416       |

### Centros rurales de población
Los centros rurales de población gobernados por juntas de gobierno son:
Segunda categoría
- Crucesitas Octava: creado el 13 de septiembre de 1984.[12] Población rural dispersa.
- Distrito Sauce: creado el 2 de noviembre de 1984.[13][14] Población rural dispersa.
- Don Cristóbal Primero: población rural dispersa.
- Justo José de Urquiza: población rural dispersa.

Tercera categoría
- Aldea San Miguel: creado el 2 de mayo de 1984.[15] Población rural dispersa.
- Crucesitas Séptima: creado el 19 de junio de 1985.[16] Población rural dispersa.
- Crucesitas Tercera: creado el 7 de agosto de 1984.[17] Población rural dispersa.

Cuarta categoría
- Betbeder: creado el 4 de octubre de 1984[18]
- Distrito Chiqueros: población rural dispersa.
- Laurencena: creado el 4 de mayo de 1998.[19] Población rural dispersa.

Los integrantes de las juntas de gobierno fueron designados por decreto del gobernador hasta que fueron elegidos por primera vez el 23 de noviembre de 2003, sin embargo, dado que los circuitos electorales en algunos casos no coinciden con las jurisdicciones de las juntas de gobierno algunas de ellas siguen siendo designadas por decreto mientras que otras se agrupan para elegir una sola junta. En este último caso el gobierno se reserva el derecho de realizar posteriormente la designación de la o las juntas subsumidas. En las elecciones del 23 de noviembre de 2003, 18 de marzo de 2007, 23 de octubre de 2011 y 25 de octubre de 2015 Justo José de Urquiza y Crucesitas Séptima eligieron una única junta de gobierno, lo mismo que Laurencena y Distrito Chiqueros. Sin embargo, el gobierno provincial designó integrantes de Laurencena por decreto n.º 7442/2004 MGJEOYSP del 29 de diciembre de 2004.
Los circuitos electorales utilizados para las elecciones de las juntas de gobierno son (CIRCUITO ELECTORAL: junta de gobierno):
- 113-DON CRISTÓBAL 1.ª. SECCIÓN: Don Cristóbal Primero
- 116-ALDEA SAN MIGUEL: Aldea San Miguel
- 119-BETBEDER: Betbeder
- 120-CRUCESITAS 3.ª. SECCIÓN: Crucesitas Tercera
- 121-CRUCESITAS 7.ª. SECCIÓN: Justo José de Urquiza y Crucesitas Séptima
- 122-CRUCESITAS 8.ª. SECCIÓN: Crucesitas Octava
- 125-SAUCE: Distrito Sauce
- 127-CHIQUEROS: Laurencena y Distrito Chiqueros

El circuito electoral 115-ALGARROBITOS corresponde a un área no organizada en la que no se elige un gobierno local.

## Distritos
El departamento Nogoyá se divide en 6 distritos. Para fines de mensuras catastrales y en algunas ramas de la administración provincial el ejido original del municipio de Nogoyá es considerado aparte de los distritos y la Codificación General de Jurisdicciones Político Administrativas de la Provincia de Entre Ríos le asigna el código 0900.
| Código - Distrito    | Área (en km²) |
| -------------------- | ------------- |
| 0901 - Algarrobitos  | 848,97        |
| 0902 - Crucesitas    | 1347,69       |
| 0903 - Chiqueros     | 187,50        |
| 0904 - Don Cristóbal | 776,86        |
| 0905 - Montoya       | 374,84        |
| 0906 - Sauce         | 880,59        |

- Algarrobitos: comprende el ejido municipal de Aranguren, la parte norte del de Nogoyá, y la mayor parte del de Hernández; el área jurisdiccional del centro rural de población de Aldea San Miguel, y el área no organizada del circuito electoral Algarrobitos.
- Chiqueros: comprende las áreas jurisdiccionales de los centros rurales de población de Laurencena y de Distrito Chiqueros.
- Crucesitas: comprende las áreas jurisdiccionales de los centros rurales de población de Crucesitas 3°, Crucesitas 7°, Crucesitas 8° y Justo José de Urquiza.
- Don Cristóbal: comprende el área jurisdiccional de la comuna de Don Cristóbal 2° y el área jurisdiccional del centro rural de población de Don Cristóbal 1.º
- Montoya: comprende una pequeña parte del ejido municipal de Hernández, y la parte sur del de Nogoyá, el área jurisdiccional de la comuna de Febre y el área jurisdiccional del centro rural de población de Betbeder.
- Sauce: comprende el ejido municipal de Lucas González, el área jurisdiccional de la comuna de XX de Septiembre y el área jurisdiccional del centro rural de población de Sauce.

## Demografía
Cuenta con 43 195 habitantes (Indec, 2022), lo que representa un incremento del 10,7% frente a los 39 026 habitantes (Indec, 2010) del censo anterior.
La población se encuentra repartida en 22 047 mujeres y 21 148 hombres, con un índice de masculinidad de 95,9 hombres por cada 100 mujeres. 
La edad mediana de la población es de 34 años (35 años entre las mujeres y 33 años entre los hombres).
El 13,7% de la población tiene más de 65 años (frente al 12,6% en 2010), y el 3,2% de la población tiene más de 80 años (frente al 2,8% en 2010)
De las personas residentes en el departamento, unas 3 930 nacieron en otra provincia, y unas  537 lo hicieron fuera del país, siendo los grupos de inmigrantes más numerosos los provenientes de:
- Bolivia: 45 personas
- Uruguay: 44 personas
- Colombia: 44 personas
- Paraguay: 37 personas
- Venezuela: 23 personas

## Áreas naturales protegidas
Como parte del Sistema Provincial de Áreas Protegidas se hallan en el departamento el 2 áreas naturales autóctonas preservadas con categoría de reservas privadas de usos múltiples:
- Reserva privada de uso múltiple El Chañar: de 75 ha, fue creada en 1996.[35]
- Reserva de usos múltiples La Lydia: de 340,5 ha, fue creada el 16 de junio de 2009.[36]